# Cit Turin

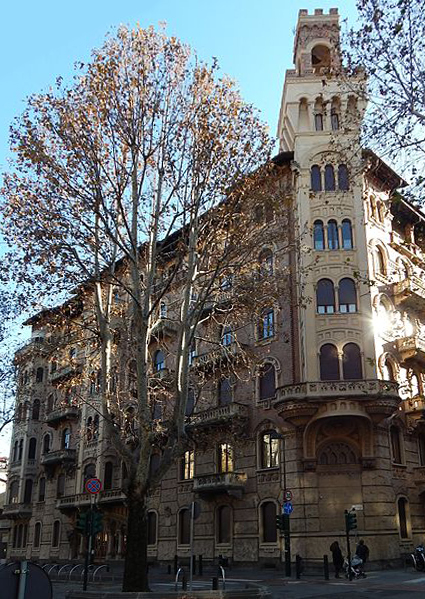
La Casa della Vittoria, in corso Francia.

Cit Turin ([ʧit tyˈriŋ], nome in piemontese), è un piccolo quartiere elegante e storico di Torino, appartenente alla Circoscrizione 3, insieme ai quartieri Borgo San Paolo, Lesna, Pozzo Strada e Cenisia (spesso viene assimilato con quest'ultimo quartiere, nonostante le evidenti divergenze stilistiche, adiacente verso ovest). È l'unico quartiere torinese ad avere esclusivamente denominazione in piemontese.
I confini del Cit Turin (che ha forma triangolare) sono: 
- a est, corso Inghilterra (confine con il Centro);
- a nord, il tratto di corso Francia tra piazza Rivoli e piazza Statuto (confine con Campidoglio e San Donato);
- a sud, il tratto di corso Vittorio Emanuele II tra piazza Rivoli e corso Inghilterra - corso Castelfidardo (confine con Cenisia).

## Origini
Il quartiere si sviluppò alla fine del XIX secolo, ma gli insediamenti nella zona hanno origini ben più antiche, tanto che nei confini del quartiere sono stati ritrovati reperti di una necropoli d'età preromana.
L'etimologia del nome è controversa. La spiegazione più convincente è che l'attuale quartiere fosse il primissimo borgo fuori dalle mura della città, in epoca medioevale: essendo un'unità amministrativa indipendente, ma praticamente attigua alla città, avrebbe assunto il nome di "Piccolo Torino" (poiché in piemontese Turin è un nome maschile). Altre teorie simili si rifanno al progetto urbanistico di fine XVIII secolo, che prevedeva questo borgo come del tutto autosufficiente rispetto al centro storico di Torino.
Un'altra spiegazione del nome si collegherebbe alle dimensioni del quartiere (che è il più piccolo della città), ma la spiegazione non è storicamente accettabile in quanto, nel passato, Torino era divisa in borghi e contrade ben più piccole di esso.

## Caratteristiche
Il quartiere Cit Turin situato a ovest centro città è da sempre considerato un elegante quartiere residenziale.
La presenza di lussuosi palazzi d'epoca in liberty torinese di inizio Novecento, di uno dei più rinomati mercati (piazza Benefica) e di adiacenti vie commerciali di pregio, rendono questo quartiere uno dei più ricercati e prestigiosi.
L'area, inoltre, è stata rivoluzionata dalla costruzione di più recenti strutture, quali il Palazzo di Giustizia (1994), la linea metropolitana 1 (2002), il Grattacielo Intesa Sanpaolo (2006-2013), la parte occidentale della nuova Stazione ferroviaria di Torino Porta Susa (2008), la
nuova spina viaria di corso Inghilterra (2017).
La piazza-giardino (1997) di via Giovanni Falcone, prospiciente al Palazzo di Giustizia, è dedicata al partigiano Nicola Grosa, ed in passato ospitò il principale terminal degli autobus per varie linee con destinazioni lontane (tra cui la linea bus con l'Aeroporto di Torino-Caselle), oggi spostato un po' più a ovest, sul controviale di corso Vittorio Emanuele II.

## Monumenti e luoghi d'interesse

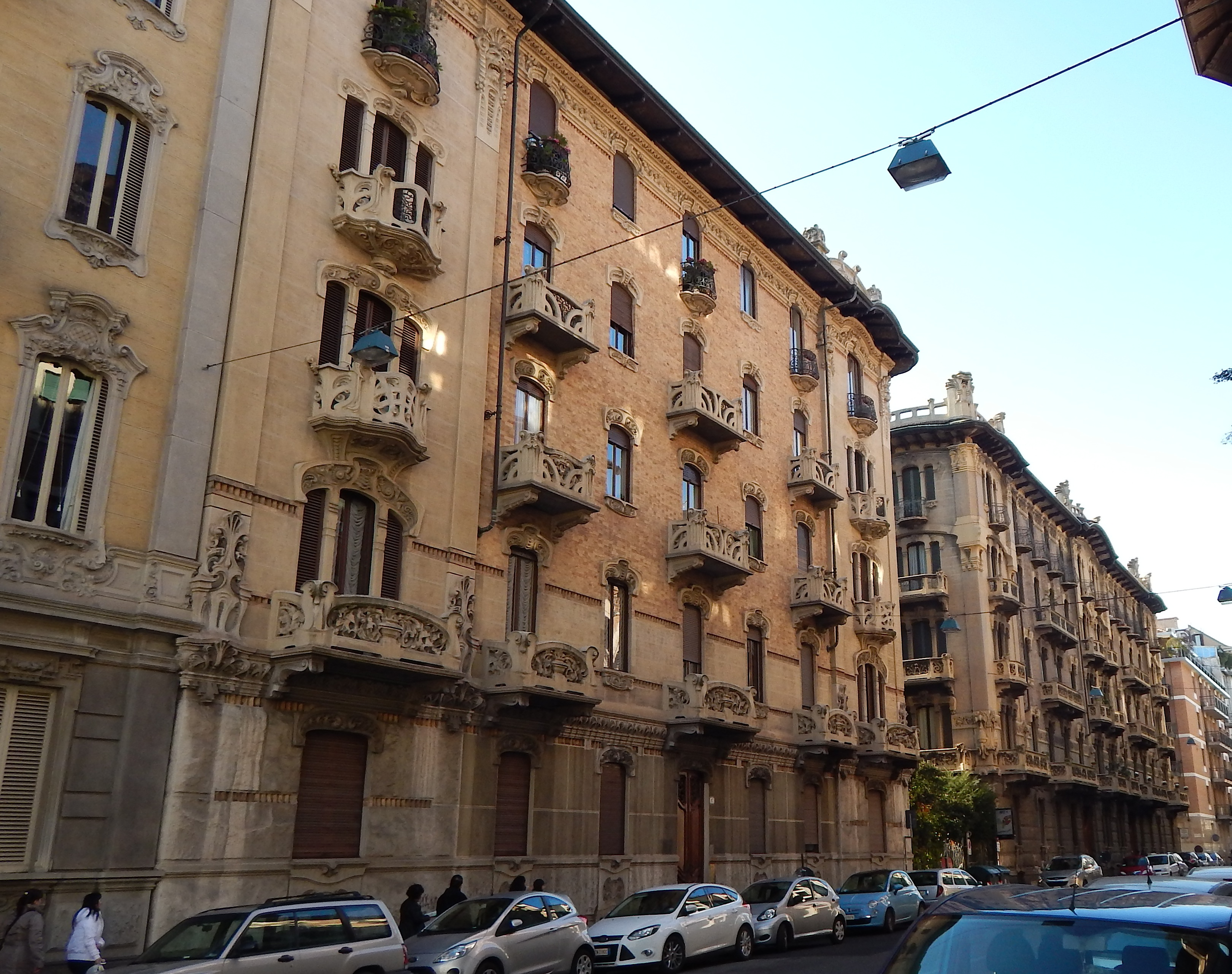
Una veduta di via Duchessa Jolanda con i suoi edifici Liberty.

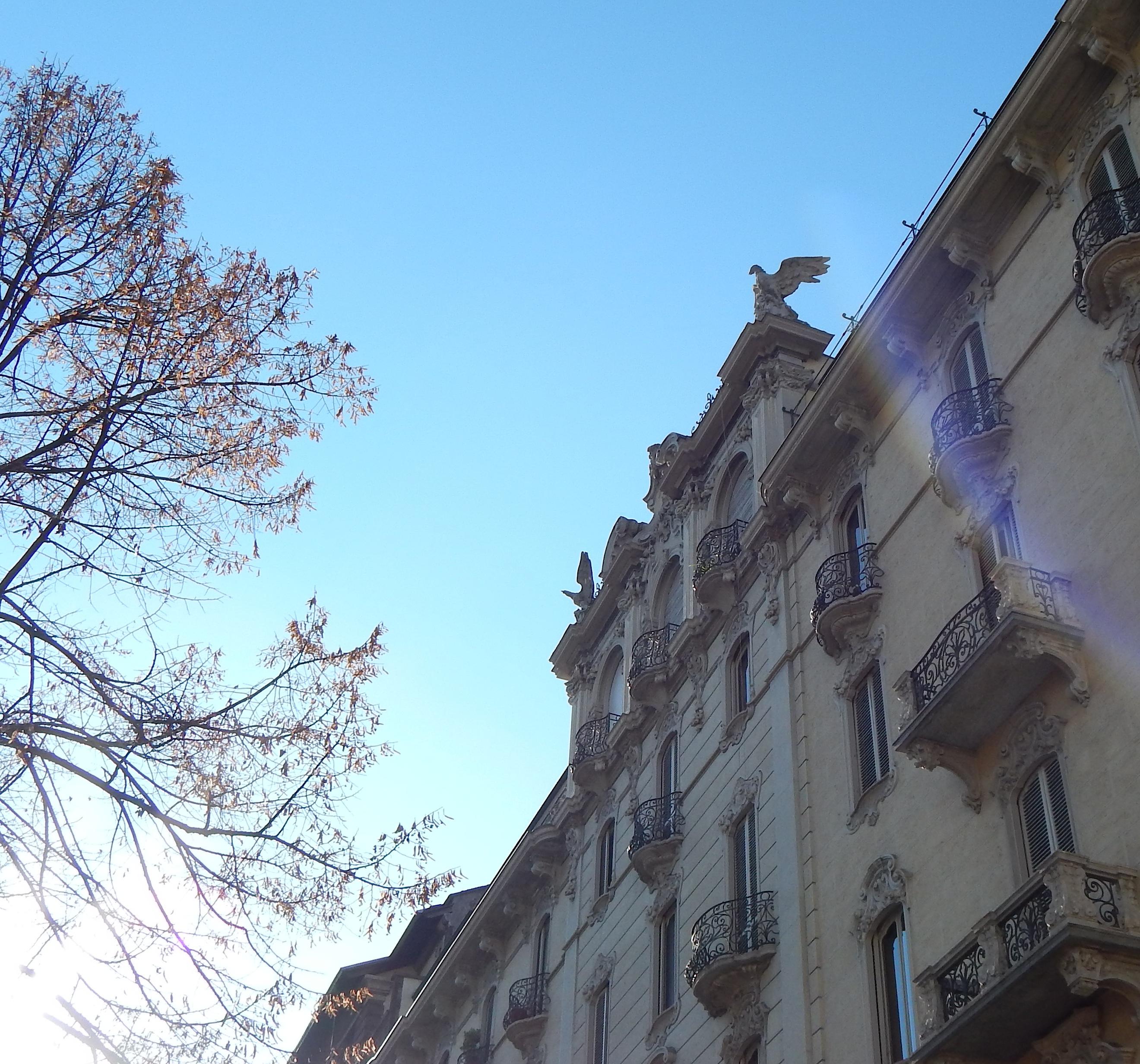
Dettaglio del palazzo Liberty noto come Casa del Faro, in via Palmieri.

- Chiesa di Gesù Nazareno, che si affaccia sulla cosiddetta piazza Benefica, lungo via Duchessa Jolanda, opera dell'architetto Giuseppe Gallo, in puro stile neogotico e con facciata riccamente decorata, eretta nel periodo 1904-1913.

- Santuario Nostra Signora di Lourdes, in corso Francia, 29, chiesa di ispirazione d'architettura neo medievale ed eretta nel 1890-1910 (in occasione del cinquantenario delle apparizioni mariane di Lourdes), tuttora in gestione all'Ordine dei Padri Maristi.

- Numerosi edifici in stile Liberty, déco e neogotico, in prevalenza sovvenzionati dal ricco cavaliere del lavoro Giovanni Battista Carrera, che visse nella cosiddetta Casa della Vittoria, in corso Francia, 23, opera del 1920 dell'architetto Gottardo Gussoni.
- Sul lato occidentale di piazza Benefica, con l'ingresso al civico 36 di via Palmieri, vi è l'edificio detto il Palazzo del Faro, soprannominato dalla gente Palazzo delle Aquile che all'ultimo piano, all'angolo con via Duchessa Jolanda, presenta una torretta dalla cupola di vetro dove originariamente esisteva un faro funzionante.

Altri edifici, di epoca successiva:
- il Palazzo della Provincia progettato da Ottorino Aloisio (progettato nel 1962 e terminato nel 1966, già sede Telecom Italia, alto 65 metri)
- il PalaGiustizia (del 1994, dedicato al magistrato cuneese Bruno Caccia)
- il Grattacielo Intesa Sanpaolo (alto 167,25 metri, terminato nel 2013)

### Edifici scomparsi
- In via Principi d'Acaja, 45 vi era lo storico Cinema Principe, gravemente danneggiato dai bombardamenti aerei nella seconda guerra mondiale, ricostruito dopo la guerra e funzionante sino al 1989, quando fu sostituito da un edificio di civile abitazione[3]
- la Birreria Boringhieri, in Piazza Adriano, demolita nel 1960 [4]

### Piazza Benefica
Cuore pulsante della vita del quartiere rimane il quadrilatero dei "Giardini Luigi Martini", più noto ai torinesi col soprannome di "Piazza Benefica" , oggi area mercatale.
"Casa Benefica" era il nome dell'istituto di carità situato sul lato meridionale dei giardini e legato all'adiacente Chiesa di Gesù Nazareno. L'istituto venne fondato dal giudice, politico e filantropo Luigi Martini nel 1889, si occupava degli orfani proprio sulla piazza e lo fece fino alla fine della seconda guerra mondiale, durante la quale subì un bombardamento che lo distrusse.
Al centro della piazza, dove originariamente fu presente una fontana simile a quella attualmente in piazza Carlo Felice, è stata posta nel 1999 una scultura in vetro chiamata La Totalità, installazione contemporanea dell'artista greco Costas Varotsos, il cui aspetto e impatto con lo spirito architettonico del quartiere venne molto contestato dai residenti. La scultura venne smantellata nel 2017, nell'ottica di una sua ricollocazione nel giardino Grosa, ufficializzata nel 2019 e realizzata nel 2020; dal 2021 l'opera dispone di una nuova illuminazione a LED.